# John Cornforth
Sir John Warcup Cornforth (Sydney, 7 settembre 1917 – Brighton, 14 dicembre 2013) è stato un chimico australiano.
Ha vinto il premio Nobel per la chimica nel 1975 per il suo lavoro sulla stereochimica delle reazioni catalizzate da enzimi, diventando così l'unico premio Nobel originario del Nuovo Galles del Sud. Era completamente sordo sin dalla adolescenza.
Gli studi di Cornforth hanno avuto profonda influenza nelle ricerche compiute sulla penicillina durante la guerra. Fu collaboratore nella scrittura de "The Chemistry of Penicillin" (Princeton University Press 1949). Ricevette il premio Nobel con Vladimir Prelog nel 1975 e fu nominato cavaliere nel 1977. Fu premiato con la medaglia Corday-Morgan nel 1953, con la medaglia Davy nel 1968, con la medaglia Royal nel 1976 e infine con la medaglia Copley nel 1982.
È stato membro della Royal Society e lavoratore molto attivo nella ricerca chimica presso l'Università del Sussex.
Era il fratello di Roger Cornforth, rugbista e pallanuotista che ha disputato le Olimpiadi del 1948.

## Primi anni
Nato a Sydney, Cornforth era il secondo di quattro figli di John Warcup Cornforth, rispettivamente insegnante di origine inglese educato a Oxford, e Hilda Eipper (1887–1969), nipote del missionario e ministro presbiteriano Christopher Eipper.
Cornforth crebbe a Sydney e ad Armidale, nella parte settentrionale del Nuovo Galles del Sud,  dove intraprese la scuola primaria.
A circa 10 anni, Cornforth aveva notato segni di sordità, che hanno portato a una diagnosi di otosclerosi, una malattia dell'orecchio medio che causa la perdita progressiva dell'udito. Ciò lo avrebbe lasciato completamente sordo all'età di 20 anni, ma avrebbe anche influenzato fatalmente la sua direzione professionale verso la chimica.

## Educazione
Cornforth studiò alla Sydney Boys' High School, dove riuscì a eccellere, superando i test di inglese, matematica, scienze, francese, greco e latino e venne ispirato dal suo insegnante di chimica, Leonard ("Len") Basser, cambiando così le sue aspirazioni dalla legge alla chimica.
Nel 1934, a 16 anni, Cornforth si iscrisse all'Università di Sydney,  dove studiò Chimica organica alla University of Sydney School of Chemistry e dove si laureò con un Bachelor of Science con gli onori di primo della classe e una medaglia universitaria nel 1937. Durante i suoi studi, l'udito peggiorò progressivamente, rendendo così difficile l'ascolto delle lezioni. All'epoca non poteva usare gli apparecchi acustici poiché il suono si distorceva e non usava in modo significativo la lettura delle labbra.
Mentre studiava all'Università di Sydney, Cornforth conobbe la sua futura moglie, collega chimica e collaboratrice scientifica, Rita Harradence. Harradence si era laureata alla St. George Girls High School ed era un illustre studentessa accademica che aveva ottenuto il primo posto in Chimica nel New South Wales Leaving Certificate Examination.
Nel 1939, Cornforth e Harradence, indipendentemente l'uno dall'altra, vinsero ciascuno una delle due borse di ricerca scientifica (la 1851 Research Fellowship) della Royal Commission for the Exhibition del 1851, ottenibile all'estero per due anni. All'Università di Oxford, Harradence era membro del Somerville College, mentre Cornforth era al St. Catherine's College e lavorarono con Sir Robert Robinson, con il quale avrebbero collaborato per 14 anni. Nel 1941, Cornforth e Harradence si diplomarono entrambi con un D. Phil. in Chimica organica. All'epoca non esistevano istituzioni o strutture in cui un dottorato in chimica potesse essere svolto in Australia.

## Carriera
Dopo il suo arrivo a Oxford e durante la seconda guerra mondiale, Cornforth influenzò significativamente il lavoro sulla penicillina, in particolare nel purificarla e nel concentrarla. Essendo la penicillina molto instabile nella sua forma grezza, i ricercatori dell'epoca si stavano basando sul lavoro di Howard Florey sul farmaco. Nel 1940, Cornforth e altri chimici misurarono la resa della penicillina per comprendere le condizioni che favorivano la produzione e l'attività della stessa, e ciò contribuì alla stesura di The Chemistry of Penicillin.
Nel 1946, i Cornforths, che ormai si erano sposati, lasciarono Oxford e si unirono al Medical Research Council (MRC), lavorando presso il National Institute for Medical Research (NIMR), dove continuarono i primi lavori di sintesi degli steroli, incluso il colesterolo. Nel 1951 completarono la prima sintesi totale degli steroidi non aromatici. Al NIMR, Cornforth ha collaborato con numerosi scienziati biologici, tra cui George Popják, con cui condivideva l'interesse per il colesterolo. Insieme, hanno ricevuto la medaglia Davy nel 1968 in riconoscimento del loro illustre lavoro congiunto sulla spiegazione del percorso biosintetico verso i poliisoprenoidi e gli steroidi.
Mentre lavorava alla MRC, Cornforth fu nominato professore all'Università di Warwick e vi lavorò dal 1965 al 1971.
Nel 1975, Cornforth ricevette il premio Nobel per la chimica, insieme a Vladimir Prelog.
Sempre nel 1975, si trasferì all'Università del Sussex a Brighton come professore di ricerca della Royal Society.  Cornforth rimase lì come professore e fu attivo nella ricerca fino alla sua morte..

## Vita privata
Nel 1941, l'anno in cui si laurearono all'Università di Oxford, Cornforth sposò Rita Harriet Harradence, con cui avrebbe avuto un figlio, John, e due figlie, Brenda e Philippa.  Cornforth aveva incontrato Harradence dopo aver rotto un tubo di Claisen nel loro secondo anno all'Università di Sydney; Cornforth, con la sua esperienza nella soffiatura del vetro e l'uso di un cannello, riparò la rottura.  Rita Cornforth morì il 6 novembre 2012, a casa con la famiglia intorno a sé,  a seguito di una lunga malattia.
Cornforth è morto nel Sussex l'8 dicembre 2013, all'età di 96 anni. Cornforth è sopravvissuto ai suoi tre figli e quattro nipoti. Era ateo.